# Атнашево
Атна́шево (рос. Атнашево, чув. Атнаш) — присілок у складі Канаського району Чувашії, Росія. Адміністративний центр Атнашевського сільського поселення.
Населення — 997 осіб (2010; 975 у 2002).
Національний склад:
- чуваші — 99 %